# 신애와 밤샐기세.scx
《신애와 밤샐기세.scx》는 온게임넷의 예능 프로그램이다. 2010년 1월에 첫 방송을 시작하였으며, 생방송(LIVE)으로 유저와 출연자 간 대결을 펼치는 형식의 프로그램이다. 시간대 변경 전에는 신애, 강민 고정에 김환중, 이주영이 돌아가면서 한 명만 출연하였으나 시간대 변경 후 4명 모두 고정적으로 출연하게 되었다. 같은 해인 6월 17일, 강민이 군 입대(사회복무요원, 당시 공익근무요원) 관계로 하차하였고, 6월 18일부터는 강민 대신 박성준이 출연하였다. 그 후 8월 30일, 이주영도 프로그램에서 하차하게 되었고, 9월 6일부터는 매회 게스트 1명씩 출연하여 계속 방영을 하다가 2011년 7월 6일 방송을 마지막으로 종영되었다.

## 방송 시간
| 방송 채널 | 프로그램명               | 방송 기간                                               | 방송 시간                                      | 방송 형식              | 방송 장소              |
| --------- | ------------------------ | ------------------------------------------------------- | ---------------------------------------------- | ---------------------- | ---------------------- |
| 온게임넷  | 신애와 밤샐기세.scx      | 2010년 1월 29일 ~ 2010년 4월 15일                       | 매주 월요일·화요일 18:30 ~ 20:30(120분)        | 스튜디오 (방청객 없음) | 분당 온미디어 스튜디오 |
| 온게임넷  | 신애와 밤샐기세.scx      | 2010년 1월 29일 ~ 2010년 4월 15일                       | 매주 목요일 16:30 ~ 18:00(90분)                | 스튜디오 (방청객 없음) | 분당 온미디어 스튜디오 |
| 온게임넷  | 신애와 밤샐기세.scx      | 2010년 10월 11일 ~ 10월 13일                            | 월요일·수요일 17:00 ~ 18:30(90분)              | 스튜디오 (방청객 없음) | 분당 온미디어 스튜디오 |
| 온게임넷  | 신애와 밤샐기세.scx      | 2010년 10월 18일 ~ 2011년 7월 6일 (종영) (2월 2일 결방) | 매주 월요일·수요일 16:30 ~ 18:00(90분)         | 스튜디오 (방청객 없음) | 분당 온미디어 스튜디오 |
| 온게임넷  | 신애와 진짜 밤샐기세.scx | 2010년 4월 19일 ~ 2010년 4월 30일                       | 매주 월요일·수요일·금요일 23:30 ~ 1:00(90분)   | 스튜디오 (방청객 없음) | 분당 온미디어 스튜디오 |
| 온게임넷  | 신애와 진짜 밤샐기세.scx | 2010년 5월 3일 ~ 2010년 5월 28일                        | 매주 월요일·수요일·금요일 23:00 ~ 24:30(90분)  | 스튜디오 (방청객 없음) | 분당 온미디어 스튜디오 |
| 온게임넷  | 신애와 진짜 밤샐기세.scx | 2010년 5월 31일 ~ 2010년 7월 2일                        | 매주 월요일·수요일·금요일 22:30 ~ 24:00(90분)  | 스튜디오 (방청객 없음) | 분당 온미디어 스튜디오 |
| 온게임넷  | 신애와 진짜 밤샐기세.scx | 2010년 7월 5일 ~ 2010년 8월 30일                        | 매주 월요일·수요일 22:30 ~ 24:00(90분)         | 스튜디오 (방청객 없음) | 분당 온미디어 스튜디오 |
| 온게임넷  | 신애와 진짜 밤샐기세.scx | 2010년 9월 6일 ~ 2010년 10월 6일 (10월 1일, 4일 결방)   | 매주 월요일·수요일·금요일 18:00 ~ 20:00(120분) | 공개 (방청객 있음)     | 용산 이스포츠 스타디움 |

## 여름 특집
- 2010년 7월 19일, 20일, 22일, 23일, 26일, 28일, 30일에는 오후 2시부터 2시간동안 방송하였다.
- 2010년 9월 6일방송부터 방송이 끝나는 날까지 현직 프로게이머 1명이 게스트로 출연했다.